# Grzegorz Snopek z Szamotuł
Grzegorz Snopek z Szamotuł (ur. 1485 w Szamotułach, zm. 1541 w Poznaniu) – rektor Akademii Krakowskiej w latach 1537–1538, kanonik kapituły katedralnej poznańskiej instalowany w 1525 roku.
Urodził się w 1485 roku w Szamotułach. Pochodził z mieszczańskiej rodziny.
W semestrze letnim 1499 został wpisany do metryki studentów Akademii Krakowskiej jako „Gregorius Mathie de Schamothuli Posnaniessis”. W roku 1506 ukończył studia na wydziale filozoficznym, otrzymując tytuł magistra artium. Bezpośrednio po ukończeniu studiów wykładał na Wydziale Sztuk Wyzwolonych. W roku 1507 przeniósł się do Gniezna, gdzie został rektorem szkoły katedralnej. W Gnieźnie przebywał do roku 1509, następnie wrócił do Krakowa i ponownie wykładał jako docent na Wydziale Sztuk Wyzwolonych. W roku 1510 pełnił funkcję rektora szkoły katedralnej na Wawelu, a jednocześnie wykładał na Wydziale Filozoficznym Akademii.
W latach 1512–1513 był wikarym w katedrze na Wawelu. W roku 1513 wyjechał na studia za granicę, gdzie zdobył doktorat dekretów. Z zagranicznych studiów powrócił w 1516, a w roku 1517 rozpoczął pracę na Wydziale Prawa Akademii Krakowskiej. W tym czasie otrzymał też mansjonarię w kościele św. Michała na Wawelu. W roku 1519 został altarzystą w kościele akademickim św. Anny w Krakowie. W roku 1520 objął seniorat Bursy Długosza, gdzie mieszkali prawnicy. W tym samym roku objął urząd penitencjarza i kaznodziei w katedrze na Wawelu.  W roku 1521 został profesorem zwyczajnym na Wydziale Prawa, a od 1524 r. był profesorem tzw. nowego prawa.
21 lutego 1526 dekretem królewskim nadano mu prebendę kanonicką w Poznaniu. Pod koniec roku 1527 wrócił na Akademię Krakowską.  W roku 1533 biskup Jan Latalski powołał go na archidiakona poznańskiego. Jego działalność w Poznaniu zdominowała walka z Krzysztofem Hegendorferem, głoszącym w Wielkopolsce hasła luterańskie. Wobec zagrożenia wiary uczniów Akademii Lubrańskiego, archidiakon doprowadził po wielu latach walki do usunięcia Hegendorfera, co w dużym stopniu przyczyniło się do obniżenia rangi tej szkoły.
W roku 1530 Grzegorz Snopek ustanowił fundację, zatwierdzoną przez biskupa w 1534, dla dwóch studentów z Szamotuł lub okolic. Mieli oni otrzymywać stypendium przez 3 lata do czasu uzyskania bakalaureatu, lecz mieli też obowiązek przepracowania 3 lat w Szamotułach. Snopek ustanowił też inną fundację na potrzeby Collegium Minus.
16 października 1537 r. został wybrany na rektora Akademii Krakowskiej na semestr zimowy, a w kwietniu 1538 ponownie został rektorem na semestr letni. W roku 1538 wyjechał do Poznania i został wikariuszem generalnym biskupa poznańskiego Stanisława Oleśnickiego. W roku 1540 otrzymał probostwo w kościele św. Mikołaja w Krakowie i ponownie wykładał na Wydziale Prawa Akademii Krakowskiej.
Snopek pozostawił po sobie dziesięć książek drukowanych w Krakowie w latach 1524–1541. Są to przeważnie dzieła prawnicze.
Grzegorz Snopek z Szamotuł zmarł 11 lub 12 lipca 1541 r. w Poznaniu. Według książki Henryka Przybylskiego było to 15 lipca tegoż roku. W testamencie zapisał duże kwoty na rzecz kościołów św. Anny i św. Mikołaja w Krakowie, kolegiaty i szpitala w Szamotułach oraz na rzecz ubogich.